# Mazamesso Assih
 (août 2025).
 (août 2025).
La mise en forme du texte ne suit pas les recommandations de Wikipédia : il faut le « wikifier ».
Les points d'amélioration suivants sont les cas les plus fréquents. Le détail des points à revoir est peut-être précisé sur la page de discussion.
- Les titres sont pré-formatés par le logiciel. Ils ne sont ni en capitales, ni en gras.
- Le texte ne doit pas être écrit en capitales (les noms de famille non plus), ni en gras, ni en italique, ni en « petit »…
- Le gras n'est utilisé que pour surligner le titre de l'article dans l'introduction, une seule fois.
- L'italique est rarement utilisé : mots en langue étrangère, titres d'œuvres, noms de bateaux, etc.
- Les citations ne sont pas en italique mais en corps de texte normal. Elles sont entourées par des guillemets français : « et ».
- Les listes à puces sont à éviter, des paragraphes rédigés étant largement préférés. Les tableaux sont à réserver à la présentation de données structurées (résultats, etc.).
- Les appels de note de bas de page (petits chiffres en exposant, introduits par l'outil «  Source ») sont à placer entre la fin de phrase et le point final[comme ça].
- Les liens internes (vers d'autres articles de Wikipédia) sont à choisir avec parcimonie. Créez des liens vers des articles approfondissant le sujet. Les termes génériques sans rapport avec le sujet sont à éviter, ainsi que les répétitions de liens vers un même terme.
- Les liens externes sont à placer uniquement dans une section « Liens externes », à la fin de l'article. Ces liens sont à choisir avec parcimonie suivant les règles définies. Si un lien sert de source à l'article, son insertion dans le texte est à faire par les notes de bas de page.
- La présentation des références doit suivre les conventions bibliographiques. Il est recommandé d'utiliser les modèles {{Ouvrage}}, {{Chapitre}}, {{Article}}, {{Lien web}} et/ou {{Bibliographie}}. Le mode d'édition visuel peut mettre en forme automatiquement les références.
- Insérer une infobox (cadre d'informations à droite) n'est pas obligatoire pour parachever la mise en page.

Pour une aide détaillée, merci de consulter Aide:Wikification.
Si vous pensez que ces points ont été résolus, vous pouvez retirer ce bandeau et améliorer la mise en forme d'un autre article.
Mazamesso Assih, née le 7 septembre 1979 à Lomé, est une femme politique togolaise. 
Ministre du développement à la base, de l'inclusion financière, de la jeunesse et de l'emploi des jeunes dans le Gouvernement Tomégah-Dogbé I depuis le 20 août 2024.

## Biographie

### Formation et début de carrière
Titulaire d’un MBA en Audit & Risk Management in Insurance de l’École Supérieure d’Assurances de Paris, Mazamesso Assih débute sa carrière au sein du groupe Qualiteam (Groupe Solly Azar), où elle est chargée de la surveillance des portefeuilles et de la gestion des risques hors normes. Elle y occupe successivement trois postes en trois ans.
En 2007, elle rejoint EDF Assurance en France comme chargée d’affaires automobile. Elle intègre ensuite AON France pour le compte de Peugeot SA, puis Peugeot France en tant que chargée d’assurance. En 2011, elle entre chez Generali France, avant de rejoindre le Fonds de Garantie des Victimes des Actes de Terrorisme et autres Infractions (FGAO).

## Retour en Afrique et entrepreneuriat
Après plusieurs années en Europe, elle fonde Haz Consulting, initialement implantée au Bénin, puis transférée au Togo en 2013,.

## Engagement institutionnel
En 2014, elle participe à la création du Fonds National de la Finance Inclusive (FNFI), un programme gouvernemental visant à faciliter l’accès des populations défavorisées aux services financiers. En novembre 2017, elle est nommée secrétaire d’État auprès de la Présidence de la République togolaise chargée de l’Inclusion financière et de l’Organisation du secteur informel.
En octobre 2020, à la suite de la réélection du président Faure Gnassingbé, elle est promue ministre chargée de l’Inclusion financière et de l’Organisation du secteur informel. 
Depuis le 20 août 2024, elle est Ministre du Développement à la Base, de l'Inclusion Financière, de la Jeunesse et de l'Emploi des Jeunes au Togo dans le gouvernement du Togo. 
Sous sa direction, le Togo a mis en œuvre des réformes visant à accroître le taux d’inclusion financière, notamment à travers une nouvelle stratégie nationale. Le pays figure, depuis 2020, parmi ceux de l’UEMOA ayant les taux les plus élevés d’accès aux services financiers. Elle supervise également la réforme dite « R4 » portant sur le renforcement de l’appui aux très petites, petites et moyennes entreprises (TPME),.

## Politique
Membre du parti Union pour la République (UNIR), elle est, depuis décembre 2017, déléguée nationale adjointe du Mouvement des Jeunes UNIR (MJU),.